# Michail Terentiev

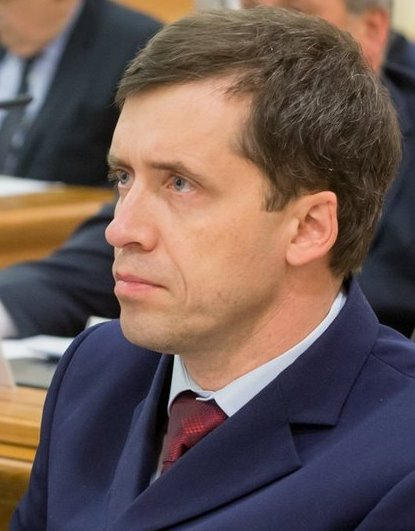
Michail Terentiev.

Michail Borisovitj Terentiev (ryska: Михаил Борисович Терентьев), född 14 maj 1970 i Krasnojarsk, Sovjetunionen (nuvarande Ryssland), är en rysk längdåkare och skidskytt.

## Meriter
- Brons vid paralympiska vinterspelen 2006, skidskytte 12,5 km sittande